# دانييلي ديسينا
دانييلي ديسينا (بالإيطالية: Daniele Dessena)‏ (مواليد 10 مايو 1987 في بارما - إيطاليا) لاعب كرة قدم إيطالي يلعب حاليا لصالح نادي الدرجة الأولى كالياري الإيطالي منذ 2009 في مركز الوسط المحوري .

## روابط خارجية
- دانييلي ديسينا على موقع الاتحاد الدولي (مؤرشف)  (الإنجليزية)
- دانييلي ديسينا على موقع الاتحاد الأوربي (الإنجليزية)
- دانييلي ديسينا على موقع قاعدة بيانات كرة القدم.إي يو (الإنجليزية)
- دانييلي ديسينا على موقع Soccerway.com (الإنجليزية)
- دانييلي ديسينا على موقع عالم كرة القدم.نت (الإنجليزية)
- دانييلي ديسينا على موقع كووورة
- دانييلي ديسينا على موقع أوليمبيديا (الإنجليزية)
- دانييلي ديسينا على موقع AS.com (الإسبانية)